# Junioren-Fußball-Südamerikameisterschaft 1974/Kader Uruguay
Bei der Junioren-Fußball-Südamerikameisterschaft 1974 in Chile bestand der Kader der uruguayischen Mannschaft aus den nachfolgend aufgelisteten Spielern. Die Uruguayer erreichten das Finale gegen Brasilien, unterlagen dort mit 1:2 und wurden Vize-Südamerikameister.
|                               | Fernando Rodríguez Riolfo |  | Bella Vista            |  |  |  |  |  |
|                               | Carlos Da Cruz            |  | Cerro                  |  |  |  |  |  |
|                               | Lorenzo Carrabs           |  | Danubio                |  |  |  |  |  |
|                               | Carlos Ocampo             |  | Danubio                |  |  |  |  |  |
|                               | Oribe Arispe              |  | Defensor Sporting      |  |  |  |  |  |
|                               | Daniel Bartolotta         |  | Defensor Sporting      |  |  |  |  |  |
|                               | Fredy Clavijo             |  | Defensor Sporting      |  |  |  |  |  |
|                               | Milton Martínez           |  | Defensor Sporting      |  |  |  |  |  |
|                               | Rodolfo Enrique Rodríguez |  | Defensor Sporting      |  |  |  |  |  |
|                               | Ricardo Ortíz             |  | Defensor Sporting      |  |  |  |  |  |
|                               | Atanasio Malaquín         |  | Huracán Buceo          |  |  |  |  |  |
|                               | Nelson Peña               |  | Huracán Buceo          |  |  |  |  |  |
|                               | Nelson Agresta            |  | Liverpool FC           |  |  |  |  |  |
|                               | Hebert Revetria           |  | Nacional               |  |  |  |  |  |
|                               | Rafael Villazán           |  | Nacional               |  |  |  |  |  |
|                               | Uruguay Píriz             |  | Peñarol                |  |  |  |  |  |
|                               | Julio Antúnez             |  | River Plate Montevideo |  |  |  |  |  |
|                               | Julio Rivero              |  | River Plate Montevideo |  |  |  |  |  |
|                               | Luis Torres               |  | River Plate Montevideo |  |  |  |  |  |
| Trainer: Carlos Silva Cabrera |                           |  |                        |  |  |  |  |  |
|                               |                           |  |                        |  |  |  |  |  |

Quelle: 